# Теттаманци, Диониджи
Диониджи Теттаманци (итал. Dionigi Tettamanzi; 14 марта 1934, Ренате, Ломбардия, Королевство Италия — 5 августа 2017, Триуджо, Монца и Брианца, Ломбардия, Италия) — итальянский кардинал. Архиепископ Анконы-Озимо с 1 июля 1989 по 6 апреля 1991. Генеральный секретарь Итальянской епископской конференции с 14 марта 1991 по 25 мая 1995. Вице-председатель Итальянской епископской конференции с 25 мая 1995 по 23 мая 2000. Архиепископ Генуи с 20 апреля 1995 по 11 июля 2002. Архиепископ Милана с 11 июля 2002 по 28 июня 2011. Кардинал-священник с титулом церкви Санти-Амброджо-э-Карло c 21 февраля 1998.

## Начало карьеры
После получения образования в миланских семинариях Севесо и Венегоно, закончил Папский Григорианский университет со степенью доктора богословия. Был посвящён в священники 28 июня 1957 года архиепископом Милана Джованни Баттиста Монтини, будущим папой римским Павлом VI. В 1960—1989 годах служил в митрополии Милана: сначала на пастырской работе, затем преподавателем нескольких местных семинарий, работал в Ломбардском пастырском институте и Научном комитете Международного центра изучения семьи, был судьёй Регионального церковного трибунала Ломбардии, ректором Папской Ломбардской семинарии (1987—1989), председателем Административного Совета католической газеты Avvenire (с 28 апреля 1989).
1 июля 1989 года папа римский Иоанн Павел II назначил Теттаманци архиепископом современной архиепархии Анконы-Озимо. Ординацию в епископы 23 сентября 1989 года совершил кардинал Карло Мария Мартини, архиепископ Милана. После избрания 14 марта 1991 года генеральным секретарём Итальянской епископской конференции, Теттаманци 6 апреля 1991 года подал в отставку с поста архиепископа.

## ГенуяиМилан
20 апреля 1995 года папа римский Иоанн Павел II назначил Теттаманци архиепископом Генуи, а 25 мая того же года он также стал вице-председателем Итальянской епископской конференции. 21 февраля 1998 года Теттаманци был вызван в Ватикан, чтобы стать членом Коллегии Кардиналов. 6 марта 2000 года вошёл в Совет кардиналов по изучению организационных и экономических проблем Святого Престола. Наконец, после отставки кардинала-иезуита Карло Мария Мартини, 11 июля 2002 года Теттаманци был назначен миланским архиепископом.

## Папабиль

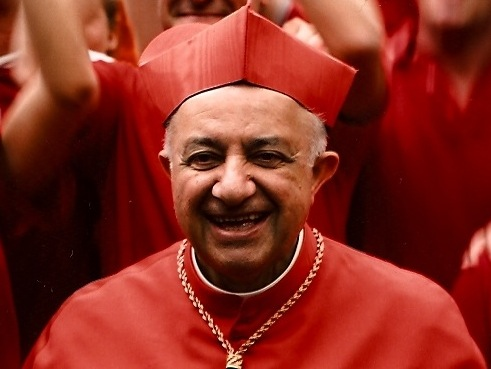
Кардинал Диониджи Теттаманци

Со смертью и похоронами папы римского Иоанна Павла II в 2005 году возникли интенсивные спекуляции и предположения относительно того кардинала, который будет избран преемником Святого Отца на папском Конклаве. Позиция кардинала Теттаманци как главы миланской митрополии, исторически рассматривавшейся как ступень к папству (миланская митрополия — одна из богатейших и наиболее влиятельных епархий Италии), а также его обаяние и популярность среди верующих, делали Теттаманци одним из главных фаворитов предстоящего Конклава. Он был главным итальянским кандидатом, но итальянские кардиналы ныне составляют лишь меньшинство в Коллегии, и в конце концов папой римским под именем Бенедикт XVI был избран немецкий кардинал Йозеф Ратцингер.
Считается, что Теттаманци говорил только по-итальянски — это явный недостаток в настоящее время, когда от национальных лидеров (и в особенности от папы римского после эры Иоанна Павла II) часто требуется знание иностранных языков, главным образом английского.
По данным анонимного источника, Теттаманци на Конклаве 2005 года получил по 2 голоса на первой и второй баллотировках.
Вместе с кардиналом Скола представлял умеренное крыло среди кардиналов.
Диониджи Теттаманци потерял право участвовать во всех будущих конклавах после достижения им восьмидесяти лет — 14 марта 2014 года.
20 марта 2008 года, Теттаманци выпустил лекционарий нового амвросианского обряда, предварительно подтвержденный Святым Престолом, который заменяет экспериментальное издание 1976 года.

## Социальное учение
Теттаманци говорил, что цель компании не только, чтобы создать прибыль для акционеров, но и то, что компания должна быть сообществом мужчин и женщин, которые работают вместе, чтобы удовлетворить потребности людей, вовлеченных в компанию. Он также подтвердил, что человек должен иметь стабильность в своей работе, чтобы быть способным планировать свою жизнь.

## Отставка
28 июня 2011 года папа римский Бенедикт XVI принял отставку кардинала Теттаманци с Миланской кафедры, в связи с достижением канонического возраста отставки, и назначил его преемником кардинала Сколу, бывшего до этого патриархом Венеции.
Участник Конклава 2013 года.